# Roberts Memorial

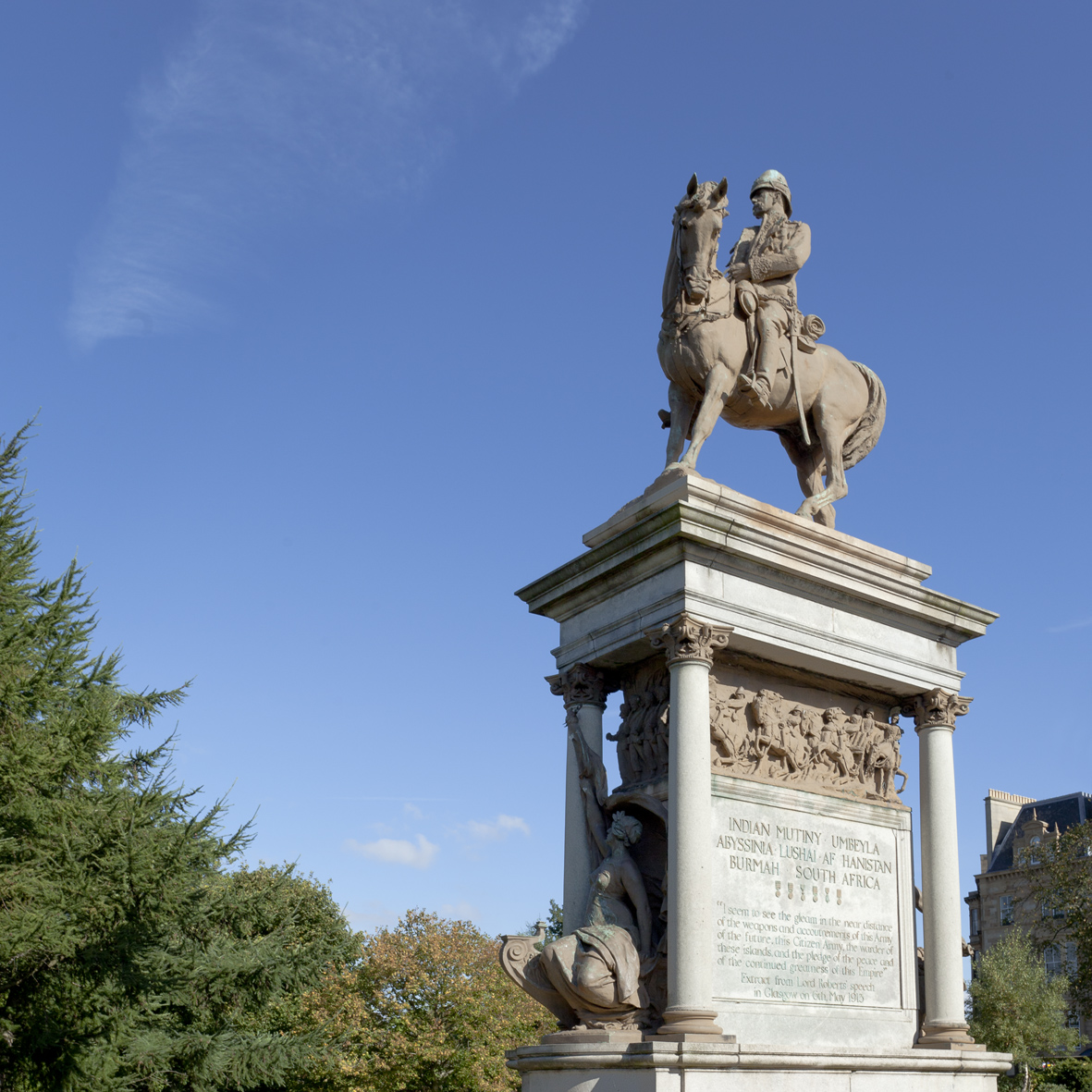
Roberts Memorial

Das Roberts Memorial ist ein Denkmal in der schottischen Stadt Glasgow. 1970 wurde das Bauwerk in die schottischen Denkmallisten in der höchsten Denkmalkategorie A aufgenommen.

## Beschreibung
Das Denkmal erinnert an Frederick Roberts, 1. Earl Roberts. Der Feldmarschall verstarb im Ersten Weltkrieg im November 1914 in Frankreich. Die Statue ist eine Replik einer Statue von Harry Bates aus dem Jahre 1915, die in Kalkutta steht. Das Denkmal wurde 1916 enthüllt. Es steht am Ostrand des Kelvingrove Parks am Westrand des Park Districts.
Das klassizistische Postament besteht aus Granit. Es ist als Ädikula mit vier korinthischen Säulen gestaltet. Das reich ornamentierte Postament zeigt eine Gedenkplatte mit dem Auszug einer Rede Roberts’, die er 1913 in Glasgow hielt. Die Säulen tragen den mit Fries gestalteten Sockel der Statue. Die Bronzestatue zeigt Lord Roberts in Militäruniform auf einem Pferd.